# Arnaud Destatte
Arnaud Destatte (né le 26 juillet 1988 à Uccle) est un athlète belge spécialisé dans le sprint long, en particulier le 400 mètres. 
Il remporte la médaille de bronze du 4 × 400 m des Championnats d'Europe d'athlétisme de 2010 à Barcelone
avec ses coéquipiers Kévin Borlée, Cédric Van Branteghem et Jonathan Borlée en 3 min 02 s 60.

## Palmarès
| Année | Compétition          | Lieu      | Place | Épreuve   | Temps         |
| ----- | -------------------- | --------- | ----- | --------- | ------------- |
| 2009  | Universiade d'été    | Belgrade  | 4e    | 4 × 400 m | 3 min 06 s 61 |
| 2010  | Championnat d'Europe | Barcelone | 3e    | 4 × 400 m | 3 min 02 s 60 |

## Records personnels
- 100 m : 10 s 87 à Ninove (9 août 2008)
- 200 m : 21 s 60 à Oordegem (5 août 2008)
- 300 m : 33 s 30 à Huizingen (16 août 2009)
- 400 m : 46 s 28 à Bruxelles (18 juillet 2010)